# Pierrefitte-sur-Seine
Pierrefitte-sur-Seine là một xã trong vùng đô thị Paris, thuộc tỉnh Seine-Saint-Denis, vùng hành chính Île-de-France của nước Pháp, có dân số là 25.789 người (thời điểm 1999).

## Các thành phố kết nghĩa
- Rüdersdorf bei Berlin, Đức
- Braintree, Vương quốc Anh